# Shaul Gordon
Shaul Gordon (Tel Aviv, Israel, 11 de julio de 1994) es un deportista canadiense que compite en esgrima, especialista en la modalidad de sable. En los Juegos Panamericanos de 2023 obtuvo dos medallas, oro por equipos y bronce individual.

## Palmarés internacional
| Juegos Panamericanos | Juegos Panamericanos | Juegos Panamericanos | Juegos Panamericanos |
| Año                  | Lugar                | Medalla              | Prueba               |
| -------------------- | -------------------- | -------------------- | -------------------- |
| 2023                 | Santiago (Chile)     | Medalla de oro       | Sable por equipos    |
| 2023                 | Santiago (Chile)     | Medalla de bronce    | Sable individual     |